# Décembre 2005 au Canada
Voir aussi 2005 au Canada

## Mercredi28 décembre 2005
- Canada, un scandale de délit d'initié éclabousse le ministère des Finances du Canada, mais plus particulièrement le ministre Ralph Goodale et le Parti libéral du Canada, en pleine campagne électorale.

## Samedi17 décembre 2005
- Québec : décès de Marc Favreau, à l'âge de 76 ans à la suite d'un cancer. Le comédien québécois est devenu célèbre en créant un personnage nommé Sol.

## Jeudi15 décembre 2005
- Québec : le gouvernement de Jean Charest met fin aux négociations avec les syndiqués des secteurs public et parapublic et convoque l'Assemblée Nationale en session extraordinaire pour faire adopter une loi d'exception décrétant les nouvelles conditions de travail.
- Canada : débat télévisé entre Paul Martin du Parti libéral du Canada, Stephen Harper du Parti conservateur du Canada, Gilles Duceppe du Bloc québécois et Jack Layton du Nouveau Parti démocratique du Canada dans le cadre de la campagne électorale qui se déroule jusqu'aux élections générales fédérales du 23 janvier 2006.